# Geriemde zandbij
De geriemde zandbij (Andrena angustior) is een bij uit het geslacht van de zandbijen (Andrena).
Het vrouwtje wordt 9 tot 11 millimeter lang, het mannetje 8 tot 10 millimeter. Het zwarte lijf is geelgrijs behaard. De platen op de rug hebben een gelig uiteinde en vertonen dwarse rimpels.
De soort vliegt van halverwege april tot en met augustus met een piek eind mei. De soort gebruikt grondnesten. Het volwassen dier voedt zich op bloemen van muur, kleine klaver, veldereprijs en paardenbloem.
De roodzwarte dubbeltand is nestparasieten voor de geriemde zandbij.
De grasbij komt voor in een groot deel van het Palearctisch gebied. In Nederland is hij vrij zeldzaam.